# Svartgölen (Målilla socken, Småland, 636351-150619)
Svartgölen är en sjö i Hultsfreds kommun i Småland och ingår i Emåns huvudavrinningsområde.